# Türksoy
Die Türksoy (Eigenschreibweise TÜRKSOY), offiziell Uluslararası Türk Kültürü Teşkilatı (dt. Internationale Organisation für türkische Kultur), ist eine internationale Organisation für die Kultur der Turkvölker mit Sitz in Ankara. Generaldirektor von Türksoy ist der ehemalige kasachische Kulturminister Duisen Kaseinow. Die Organisation soll den kulturellen Austausch zwischen den Mitgliedsländern fördern.

## Geschichte

Karte der Mitgliedsstaaten
Mitgliedsstaaten
Mitgliedsregionen

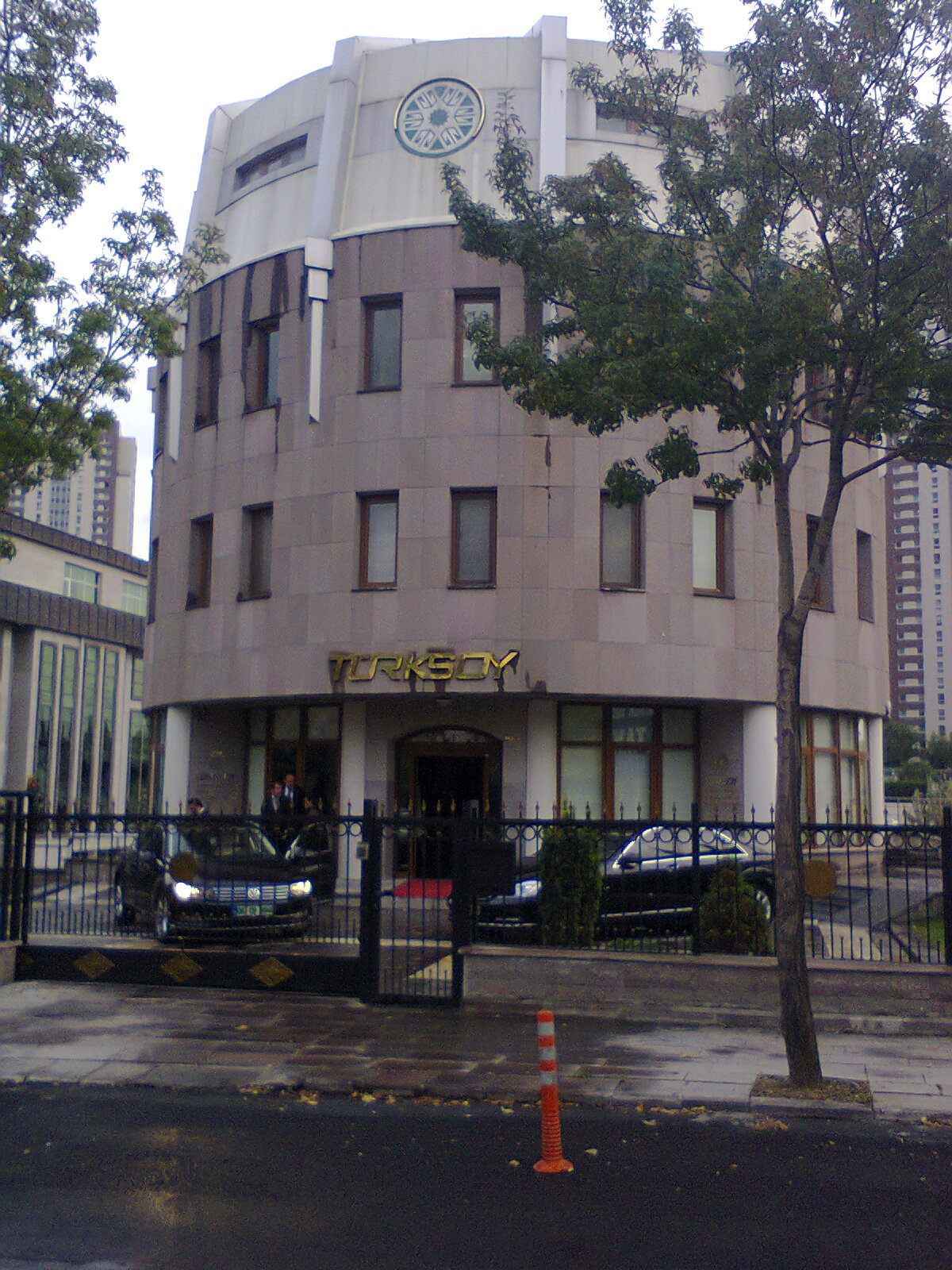
Sitz von Türksoy in Ankara

Gegründet wurde die Organisation bei einem Treffen der Kulturminister von Aserbaidschan, Kasachstan, Kirgisistan, Türkei, Turkmenistan und Usbekistan im Jahr 1992 in Baku und Istanbul, bei dem die Staaten ein Übereinkommen zur kulturellen Zusammenarbeit unterschrieben. Türksoy wurde dann mit der Unterzeichnung eines Vertrages am 12. Juli 1993 in Almaty ins Leben gerufen. Seit 1996 kooperieren Türksoy und UNESCO über wechselseitige Konsultationen und gegenseitige Vertretung. Seit 2009 ist Türksoy eine Tochterorganisation der Organisation der Turkstaaten.

## Mitglieder
Wichtigstes Gremium ist der ständige Rat der Kulturminister der Mitgliedsstaaten. Türksoy hat sechs Mitgliedsländer und acht Regionen mit Beobachterstatus.
| Mitgliedsstaat                | Sprache           | Anmerkung                                      |
| ----------------------------- | ----------------- | ---------------------------------------------- |
| Aserbaidschan                 | Aserbaidschanisch |                                                |
| Kasachstan                    | Kasachisch        |                                                |
| Kirgisistan                   | Kirgisisch        |                                                |
| Türkei                        | Türkisch          |                                                |
| Turkmenistan                  | Turkmenisch       |                                                |
| Usbekistan                    | Usbekisch         |                                                |
| Region                        | Sprache           | Anmerkung                                      |
| Gagausien                     | Gagausisch        | Autonome Region in der Republik Moldau         |
| Türkische Republik Nordzypern | Türkisch          | De-facto-Regime auf Zypern                     |
| Altai                         | Altaisch          | Republik in der Russischen Föderation.         |
| Baschkortostan                | Baschkirisch      | Republik in der Russischen Föderation          |
| Chakassien                    | Chakassisch       | Republik in der Russischen Föderation          |
| Sacha                         | Jakutisch         | Republik in der Russischen Föderation          |
| Tatarstan                     | Tatarisch         | Autonome Republik in der Russischen Föderation |
| Tuwa                          | Tuwinisch         | Autonome Republik in der Russischen Föderation |